# Кургано-Головинский сельсовет
Курга́но-Голови́нский сельсове́т — сельское поселение в Тербунском районе Липецкой области.
Административный центр — село Марьино-Николаевка.

## История
Образовано на основании Закона Липецкой области от 02.07.2004 N 114-ОЗ «О наделении муниципальных образований в Липецкой области статусом городского округа, муниципального района, городского и сельского поселения». Границы поселения определены Законом Липецкой области от 23.09.2004 N 126-ОЗ «Об установлении границ муниципальных образований Липецкой области» на основании решения Липецкого облисполкома от 21 июня 1954 года № 447 «Об объединении Кургано-Головинского и Анненского сельсоветов в один Кургано-Головинский сельсовет Тербунского района».

## Население
| 2009  | 2010  | 2012  | 2013  | 2014  | 2015  | 2016  |
| ----- | ----- | ----- | ----- | ----- | ----- | ----- |
| 1229  | ↘1124 | ↘1118 | ↘1097 | ↗1113 | ↘1100 | ↘1099 |
| 2017  | 2018  | 2021  |       |       |       |       |
| ↘1097 | ↘1070 | ↘998  |       |       |       |       |

На 1 января 2010 года детей в возрасте от 0 до 6 — 29, от 7 до 16 — 131, жителей трудоспособного возраста — 698, пенсионеров — 329 из 1187 человек.
За 2009 год на территории поселения родилось — 11, умерло — 30. За первое полугодие 2012 года родилось — 4, умерло — 7.

## Состав сельского поселения
| №  | Населённый пункт   | Тип населённого пункта       | Население |
| -- | ------------------ | ---------------------------- | --------- |
| 1  | Александровка      | деревня                      | ↗19       |
| 2  | Богатые Плоты      | деревня                      | ↘22       |
| 3  | Большая Киреевка   | деревня                      | ↗32       |
| 4  | Ивановка           | деревня                      | ↘33       |
| 5  | Курганка           | деревня                      | ↘68       |
| 6  | Курганка           | село                         | ↘42       |
| 7  | Кургано-Головино   | деревня                      | ↘35       |
| 8  | Малая Киреевка     | деревня                      | →0        |
| 9  | Марьино-Николаевка | село, административный центр | ↘713      |
| 10 | Новая Каменка      | деревня                      | ↘14       |
| 11 | Ольшанка Вторая    | деревня                      | ↘38       |
| 12 | Петропавловка      | деревня                      | ↗108      |

## Экономика
Большинство сельскохозяйственных земель поселения принадлежит крестьянско-фермерским хозяйствам.
На территории поселения функционирует ряд торговых точек.

## Образование и культура
В поселении работают: средняя школа, детский сад, дом культуры, 2 библиотеки.